# رینی تیلور
رینـِی تیلور (انگلیسی: Renée Taylor؛ زادهٔ ۱۹ مارس ۱۹۳۳) یک نمایش‌نامه‌نویس، هنرپیشه، فیلم‌نامه‌نویس و پدیدآور اهل ایالات متحده آمریکا است. وی از سال ۱۹۵۸ میلادی تاکنون مشغول فعالیت بوده است.
از فیلم‌ها یا برنامه‌های تلویزیونی که وی در آن نقش داشته است می‌توان به الفی، جنیفر در ذهن من و زندگی در زمان جنگ اشاره کرد.
وی همچنین برنده جوایزی همچون جایزه امی شده است.